# Seznam duet W. A. Mozarta
V tomto seznamu jsou dueta, která napsal Wolfgang Amadeus Mozart (1756-1791) podle čísel, tak jak jsou obsažena v Köchelově seznamu.

## Komorní skladby pro dvojici nástrojů
| KV  | název                                                                                |
| --- | ------------------------------------------------------------------------------------ |
| 46d | Sonáta pro klavír a housle C dur                                                     |
| 46e | Sonáta pro klavír a housle F dur                                                     |
| 292 | Sonáta pro fagot a violoncello B dur                                                 |
| 296 | Sonáta pro klavír a housle C dur                                                     |
| 301 | Sonáta pro housle a klavír G dur                                                     |
| 302 | Sonáta pro housle a klavír Es dur                                                    |
| 303 | Sonáta pro housle a klavír C dur                                                     |
| 304 | Sonáta pro housle a klavír e moll                                                    |
| 305 | Sonáta pro housle a klavír A dur                                                     |
| 306 | Sonáta pro housle a klavír D dur                                                     |
| 526 | Sonáta pro housle a klavír A dur                                                     |
| 376 | Sonáta pro housle a klavír F dur                                                     |
| 377 | Sonáta pro housle a klavír F dur                                                     |
| 378 | Sonáta pro housle a klavír B dur                                                     |
| 379 | Sonáta pro housle a klavír G dur                                                     |
| 380 | Sonáta pro housle a klavír Es dur                                                    |
| 402 | Sonáta pro housle a klavír (část) A dur                                              |
| 403 | Sonáta pro housle a klavír (část) C dur                                              |
| 454 | Sonáta pro housle a klavír B dur                                                     |
| 481 | Sonáta pro housle a klavír Es dur                                                    |
| 6   | Sonáta pro cembalo a housle C dur                                                    |
| 7   | Sonáta pro cembalo a housle D dur                                                    |
| 8   | Sonáta pro cembalo a housle B dur                                                    |
| 9   | Sonáta pro cembalo a housle G dur                                                    |
| 26  | Sonáta pro cembalo a housle Es dur                                                   |
| 27  | Sonáta pro cembalo a housle G dur                                                    |
| 28  | Sonáta pro cembalo a housle C dur                                                    |
| 29  | Sonáta pro cembalo a housle D dur                                                    |
| 30  | Sonáta pro cembalo a housle F dur                                                    |
| 31  | Sonáta pro cembalo a housle B dur                                                    |
| 423 | Duo pro housle a violu G dur                                                         |
| 424 | Duo pro housle a violu B dur                                                         |
| 372 | Allegro ze sonáty pro housle a klavír (část, dokončeno Maximiliánem Stadlerem) B dur |
| 396 | Adagio pro klavír a housle, dokončena Maximiliánem Stadlerem c moll                  |
| 404 | Andante a allegretto pro housle a klavír (část) C dur                                |
| 426 | Fuga pro 2 klavíry c moll                                                            |
| 448 | Sonáta pro 2 klavíry D dur                                                           |
| 487 | 12 duet pro 2 lesní (basetové?) rohy                                                 |
| 501 | Andante s 5 variacemi pro klavírní duet G dur                                        |
| 546 | Adagio a fuga pro smyčce (původně pro 2 klavíry) c moll                              |
| 547 | Sonatina pro housle a klavír F dur                                                   |